# البحرنة
البحرنة هي توجُّه إداري من الحكومة البحرينية لزيادة نسبة المواطنين البحرينيين في القوى العاملة في البلاد وإحلالهم محل العُمالة الوافدة. تتضمن البحرنة توجيهات تتطلب من الشركات توظيف عمال بحرينيين، بالإضافة إلى التدريب الذي توفره الحكومة للمواطنين البحرينيين لجعلهم أكثر قدرة على المنافسة في القوى العاملة.

## تاريخ البحرنة
يمكن العثور على وجود مُحاولات البحرنة في السياسات العُمالية منذ السبعينيات. وفي الثمانينيات، طرحت الحكومة "برنامج العشرة آلاف"، وهو مشروع لتدريب المواطنين البحرينيين على العمل في القطاع الخاص.
غالبًا ما تم تنفيذ مشروع البحرنة من خلال التوجيهات الحكومية التي تستهدف قطاعات محددة، مثل الضيافة أو السياحة أو القطاع الخاص ككل. على سبيل المثال، في التسعينيات، وضعت الحكومة شرطًا ينص على أن المواطنين البحرينيين فقط هم من يمكنهم العمل كسائقي سيارات أجرة، وفي عقد الـ 2000، تم تنفيذ متطلبات مماثلة لسائقي الشاحنات والعاملين في محطات الوقود. تتضمن السياسات في بعض الأحيان حصصًا لنسبة العاملين البحرينيين في الشركات في قطاع معين.
أحد الأمثلة على السياسات المتعلقة بالبحرنة المقتبسة في كتاب أندرو جاردنر "مدينة الغرباء" هو كما يلي:
"يُطلب من الشركات زيادة توظيف المواطنين بنسبة 5 بالمائة سنويًا حتى تصبح نصف القوى العاملة بحرينية. المؤسسات الجديدة التي توظف 10 من العاملين يشترط عليها أن تكون نسبة البحرينيين في قوتها العاملة 20%، مع زيادة سنوية أخرى بنسبة 5% حتى الوصول إلى 50%. ويجب على الشركات التي يقل عدد موظفيها عن 10 موظفين أن توظف بحرينيًا واحدًا على الأقل دون احتساب المالك.

## التأثير
سياسات البحرنة لها في بعض الأحيان تأثير سلبي على العمال الأجانب في البحرين. ويشعر بعض العمال الأجانب، بما في ذلك أصحاب الأعمال الأجانب، بالقلق من أن السياسات المتغيرة قد تعرض سبل عيشهم للخطر. وقد تسببت هذه السياسات في مغادرة بعض المقيمين الأجانب للبلاد. على سبيل المثال، منذ التسعينيات وحتى العقد الأول من القرن الحادي والعشرين، شهد نادي الليونز في الرفاع انخفاض عدد أعضائه من 75 إلى أقل من 40، وهو انخفاض يُعزى إلى رحيل الأعضاء بسبب البحرنة.

### تأثير البحرنة للبحرينيات
كان للبحرنة الفضل في زيادة معدل مشاركة المرأة البحرينية في العمل. في عام 2016، بلغ معدل مشاركة النساء في القطاع الخاص في البحرين 11.3% فقط، ولكن بين المواطنين البحرينيين كان المعدل المقابل 30%.

## مقارنات مع دول الخليج الأخرى
البحرنة هي شكل من أشكال تأميم القوى العاملة التي تنتشر كسياسة في مجلس التعاون الخليجي، على غرار القطرنة، والأمرتة، والسعودة. وكسائر برامج الخليج الأخرى، تتضمن البحرنة حصصًا لجزء أو عدد الموظفين من الذين يجب أن يكونوا مواطنين. ومع ذلك، فإن الوضع في البحرين يختلف عن دول الخليج الأخرى في بعض النواحي، فحينما تم تطبيق نظام الحصص في عام 1995، كان معدل مشاركة المواطنين في القوى العاملة في البحرين أعلى من دول الخليج الأخرى.

## أنظر أيضا
- اقتصاد البحرين
- هيئة تنظيم سوق العمل (البحرين)